# Saint-Gobain (Aisne)
 Saint-Gobain  es una población y comuna francesa, en la región de Picardía, departamento de Aisne, en el distrito de Laon y cantón de La Fère.

## Demografía
| 2994 | 2893 | 2657 | 2278 | 2321 | 2340 |
| Para los censos de 1962 a 1999 la población legal corresponde a la población sin duplicidades (Fuente: INSEE [Consultar]) |      |      |      |      |      |